# الوكالة التنفيذية للأبحاث الأوروبية
الوكالة التنفيذية للأبحاث الأوروبية (European Research Executive Agency) (REA، الوكالة التنفيذية للأبحاث سابقًا) هي هيئة تمويل مفوضة من قبل المفوضية الأوروبية لدعم سياسة الاتحاد الأوروبي للبحث والابتكار. تم تأسيسها من قبل المفوضية الأوروبية، بناءً على لائحة المجلس (EC) رقم 58/2003.

## خلفية تاريخية
تم إنشاء الوكالة التنفيذية للأبحاث الأوروبية من قبل المفوضية الأوروبية في ديسمبر 2007 بموجب القرار 2008/46/EC لتنفيذ أجزاء من البرنامج الإطاري السابع للاتحاد الأوروبي للبحث والتطوير التكنولوجي والأنشطة التجريبية ( هيئة البرامج للأبحاث والتطور التكنولوجي ).
عام 2013 قامت المفوضية الأوروبية دعم الوكالة بشكل أكبر وفوضت جزء كبير من إجراءات هيئة البرامج للأبحاث والتطور التكنولوجي إلى الوكالة. وفي فبراير 2021، جددت المفوضية ومددت ولاية الوكالة مرة أخرى من خلال القرار التنفيذي للمفوضية (الاتحاد الأوروبي) 2021/173، الذي أنشأ الوكالات التنفيذية الستة. وبموجب ميزانية الاتحاد الأوروبي طويلة الأجل 2021-2027، تدير الوكالة العديد من برامج الاتحاد الأوروبي، بالإضافة إلى الخدمات التي تدعم تنفيذ المشاريع الممولة من الاتحاد الأوروبي في مجال البحث والابتكار وما بعده. بالإضافة إلى ذلك، تتولى الوكالة التنفيذية للأبحاث أنشطة المشتريات للمفوضية الأوروبية. يظل تركيز الوكالة على أنشطة البحث والابتكار.

## المسؤوليات وتنفيذ البرنامج
منذ 2021 تتولى هيئة الوكالة التنفيذية للأبحاث المسؤولية عن:
- إدارة المشاريع المدعومة في إطار هيئة البرامج للأبحاث والتطور التكنولوجي، وهو أكبر برنامج إطاري في العالم للبحث والابتكار حتى الآن. وتتولى الوكالة على وجه الخصوص ما يلي:
  - إجراءات ماري سكلودوفسكا كوري
  - البنى التحتية البحثية
  - الثقافة والإبداع والمجتمع الشامل
  - الأمن المدني للمجتمع
  - الغذاء والاقتصاد الحيوي والموارد الطبيعية والزراعة والبيئة
  - توسيع المشاركة ونشر التميز
  - إصلاح وتعزيز نظام البحث والابتكار الأوروبي
- إدارة المشاريع المدعومة في إطار هيئة البرامج للأبحاث والتطور التكنولوجي، البرنامج الإطاري السابق للاتحاد الأوروبي للبحث والابتكار (2014-2020).
- تنفيذ برامج الاتحاد الأوروبي لترويج المنتجات الزراعية وصندوق أبحاث الفحم والصلب.
- مساعدة مقدمي طلبات التمويل والمناقصات والمستفيدين والخبراء المستقلين.
- إدارة خدمة الاستعلام عن الأبحاث التابعة للمفوضية الأوروبية، والتي تجيب على أسئلة المتقدمين للمنح والباحثين الممولين من الاتحاد الأوروبي والجمهور.
- التعاقد مع خبراء مستقلين ودعمهم في تقييم مقترحات المشاريع المتنافسة على صناديق البحوث التابعة للاتحاد الأوروبي، وفي مراقبتهم للمشاريع الممولة من الاتحاد الأوروبي.
- إجراء التحقق القانوني والمالي لجميع منح برامج الاتحاد الأوروبي وعمليات الشراء الممولة مباشرة من المفوضية الأوروبية.

## الحوكمة
تتمتع الوكالة بشخصيتها القانونية الخاصة، ولكن تخضع لإشراف المفوضية. يدير الوكالة مديرها الحالي مارك تاشيليت، إلى جانب لجنتها التوجيهية.

## الميزانية
تدير الوكالة ميزانية قدرها 22.7 مليار يورو بين عامي 2021 و2027، وهي زيادة كبيرة عن ميزانيتي السنوات السبع السابقة التي أدارتها:
وبموجب البرنامج الإطاري للاتحاد الأوروبي للبحث والابتكار، أفق 2020، بلغت الميزانية التي تديرها REA 17 مليار يورو للفترة 2014-2020. وبموجب برنامج إطار البحث السابع للاتحاد الأوروبي (2007-2013)، بلغ إجمالي الميزانية التي تديرها REA 6.4 مليار يورو.

## روابط خارجية
- الموقع الرسمي